# Rebirthing
Rebirthing (en castellano 'renacimiento') es el nombre abreviado con el que se conoce al Rebirthing-Breathwork (RB), un tipo de terapia alternativa basada en el trabajo de respiración inventada por el psicoterapeuta Leonard Orr en la década de 1970. Esta técnica está oficialmente catalogada como pseudoterapia por los ministerios de Ciencia y Sanidad de España y su práctica está desacreditada como tratamiento psicológico. Adicionalmente su uso fue prohibido en Colorado, Estados Unidos, tras causar la muerte de una niña de 10 años.

## Historia
Leonard Orr afirmó en una entrevista que inició en 1962 las prácticas personales que luego llamaría Rebirthing. Según Orr, al pasar tiempo en tinas de agua caliente y saunas llegó a un nivel de relajación y rendición a partir de los cuales se desencadenaron fuertes emociones que liberaron su respiración y que él relacionó a memorias de traumas pasados. Entre los años 1965 y 1967 declaró que pudo liberarse de su pulsión de muerte y que en 1968 describió que había logrado tener 'memorias conscientes de su nacimiento'. En un momento llegó a la conclusión de que la tina de agua caliente no era necesaria para su técnica específica de respiración.
Posteriormente, en la década de 1970 ideó la terapia de renacimiento. Afirmaba que las técnicas de respiración podían usarse para purgar recuerdos traumáticos de la infancia que habían sido reprimidos. Orr proponía que la respiración correcta puede curar enfermedades y aliviar el dolor mediante un proceso descrito como "liberación de recuerdos traumáticos de la infancia reprimidos" especialmente aquellos relacionados con el propio nacimiento.
Sin embargo, no hay evidencia de que las personas puedan recordar su propio nacimiento. Se cree que los supuestos recuerdos del nacimiento de uno mismo que parecen resurgir durante una práctica de renacimiento-respiración son el resultado de recuerdos falsos.

## Estudios
Un estudio clínico publicado en septiembre de 2021 en la revista European Journal of Trauma & Dissociation y realizado en Santa Catarina, Brasil, mostró que la técnica de respiración conectada, consciente y prolongada que propone el Rebirthing resultó eficaz para tratar un caso de trastorno por estrés postraumático (TEPT) en un bombero luego de ocho sesiones.
Otro estudio publicado en junio de 2022 en la revista Medical Science and Discovery y realizado en Tel Aviv, Israel, buscó identificar las respuestas fisiológicas en diez mujeres durante una única sesión típica de Rebirthing. Las sesiones duraron entre 40 y 50 minutos luego de las cuales se midieron las variables metabólicas, cardiovasculares, pulmonares y de intercambio de gases utilizando un sistema metabólico portátil comercial. Los principales hallazgos del estudio corroboran la ocurrencia de una verdadera hiperventilación voluntaria (HV) durante las sesiones.

## Críticas
En 2006, un panel compuesto por más de cien expertos con nivel mínimo de doctorado seleccionados al azar de la Asociación Estadounidense de Psicología y la Asociación para la Ciencia Psicológica (antes llamada Sociedad Estadounidense Psicológica) participaron en una encuesta delphi sobre tratamientos psicológicos realizada por investigadores de la Universidad de Scranton y la Universidad Simmons (antes llamada Simmons College) de Boston, Massachusets. Los participantes de esta encuesta consideraron que la terapia de renacimiento estaba "ciertamente desacreditada" como tratamiento psicológico.
En 2019, el gobierno español, por medio de sus ministerios de Sanidad y Ciencia, incluyó el rebirthing en una lista de 73 técnicas catalogadas oficialmente como pseudoterapias al considerar, que las mismas "no tienen soporte en el conocimiento científico con metodología suficientemente sólida para acreditar su eficacia y seguridad". Y por lo tanto carecen de validez científica y atentan contra la seguridad del paciente.
Rebirthing-breathwork es una de las prácticas criticadas por las expertas anti-cultos Margaret Singer y Janja Lalich en el libro Crazy Therapies: What Are They? Do They Work? (Terapias locas:¿Qué son? ¿Funcionan?). Singer y Lalich escriben que los defensores de tales prácticas "bizarras" están orgullosos de su enfoque no científico y que esto encuentra el favor de una clientela irracional.
El Congreso de los Estados Unidos ha condenado su uso. Y en el estado de Colorado, en los Estados Unidos, esta técnica está prohibida después de que causara la muerte de la niña de 10 años Candace Newmaker.

## Contraindicaciones, riesgos y efectos secundarios
El trabajo de respiración generalmente se considera seguro si se realiza con un profesional capacitado, pero contraindicaciones como enfermedades cardiovasculares, glaucoma, presión arterial alta, enfermedad mental, asma grave o trastornos convulsivos, entre otras, pueden hacer que esta práctica sea riesgosa. Algunos efectos secundarios comunes incluyen "somnolencia, hormigueo en las manos, los pies o la cara, y una sensación de conciencia alterada que puede ser angustiante para algunos".
Puede tener graves consecuencias para la salud el depender únicamente de este tratamiento en lugar de buscar atención médica convencional para enfermedades mentales o físicas.

## Muerte de Candace Newmaker
Candace Newmaker, una niña de 10 años en el momento de su muerte, fue sometida a una sesión de 70 minutos dirigida a tratar su falta de aceptación hacia su familia adoptiva. La niña fue envuelta en una sábana (para simular un útero) y obligada a liberarse de ella como si estuviera naciendo de nuevo, mientras los participantes obstaculizaban sus intentos. Finalmente murió por asfixia, y aunque en un primer momento los asistentes lograron reanimarla, fue declarada muerta al día siguiente.